# جام حذفی فوتبال ترکیه
 جام ترکیه  (به ترکی استانبولی: Turkish Cup) جام حذفی فوتبال ترکیه است که توسط فدراسیون فوتبال این کشور هر ساله برگزار می‌شود.
این جام با حضور ۱۵۸ تیم از ۱۹۶۲ میلادی تاکنون برگزار می‌شود.

## موفق‌ترین تیم‌ها
| # | تیم          | قهرمانی | نایب قهرمانی |
| - | ------------ | ------- | ------------ |
| ۱ | گالاتاسرای   | ۱۹      | ۵            |
| ۲ | بشیکتاش      | ۱۰      | ۶            |
| ۳ | ترابزون‌اسپور | ۹       | ۷            |
| ۴ | فنرباغچه     | ۷       | ۱۱           |